# Anommonia appendicigera
Anommonia appendicigera är en tvåvingeart som beskrevs av Schmitz 1917. Anommonia appendicigera ingår i släktet Anommonia och familjen hoppflugor. Inga underarter finns listade i Catalogue of Life.